# 1720-е годы
1720-е (ты́сяча семьсо́т двадца́тые) го́ды по григорианскому календарю — промежуток времени с 1 января 1720 года по 31 декабря 1729 года, включающий 1720 год 2-го десятилетия   и с 1721 по 1729 годы    3-го десятилетия XVIII века 2-го тысячелетия.  Они закончились 296 лет назад.

## Важнейшие события
- Реформы Петра I (1696—1725).
- Великая Северная война (1700—1721) завершена Ништадтским миром (1721). «Эра свободы» в Швеции (1718—1772; «колпаки»; «шляпы»).
- Марсельская чума (1720—1722).
- Персидский поход (1722—1723). Константинопольский договор (1724).
- Англо-испанская война (1727—1729; Венский и Ганноверский союзы).

## Культура
- Методистская церковь основана (Джон Уэсли)[1].
- Духовные школы открываются в России с 1721 года.
- Монтескьё, Шарль-Луи де Секонда (1689—1755). «Персидские письма» (1721).
- Вивальди, Антонио (1678—1741) композитор. «Времена года» (1723).
- Джанноне, Пьетро (1676—1748), историк. «Гражданская история Неаполитанского королевства» (1723).
- Петербургская Академия наук основана (1724).
- Китайская энциклопедия напечатана (1726, Гуцзинь тушу цзичэн).
- Свифт, Джонатан (1667—1745) писатель. «Путешествия Гулливера» (1727).
- Бах, Иоганн Себастьян (1685—1750) композитор. «Страсти по Матфею» (1729).
- Мелье, Жан (1664—1729). «Завещание» (1729).

## Государственные деятели
- Пётр I
- Екатерина I
- Пётр II

## Города
- 1723 год — основан Екатеринбург.
- 1730 год — основан Барнаул.